# Kleindröben

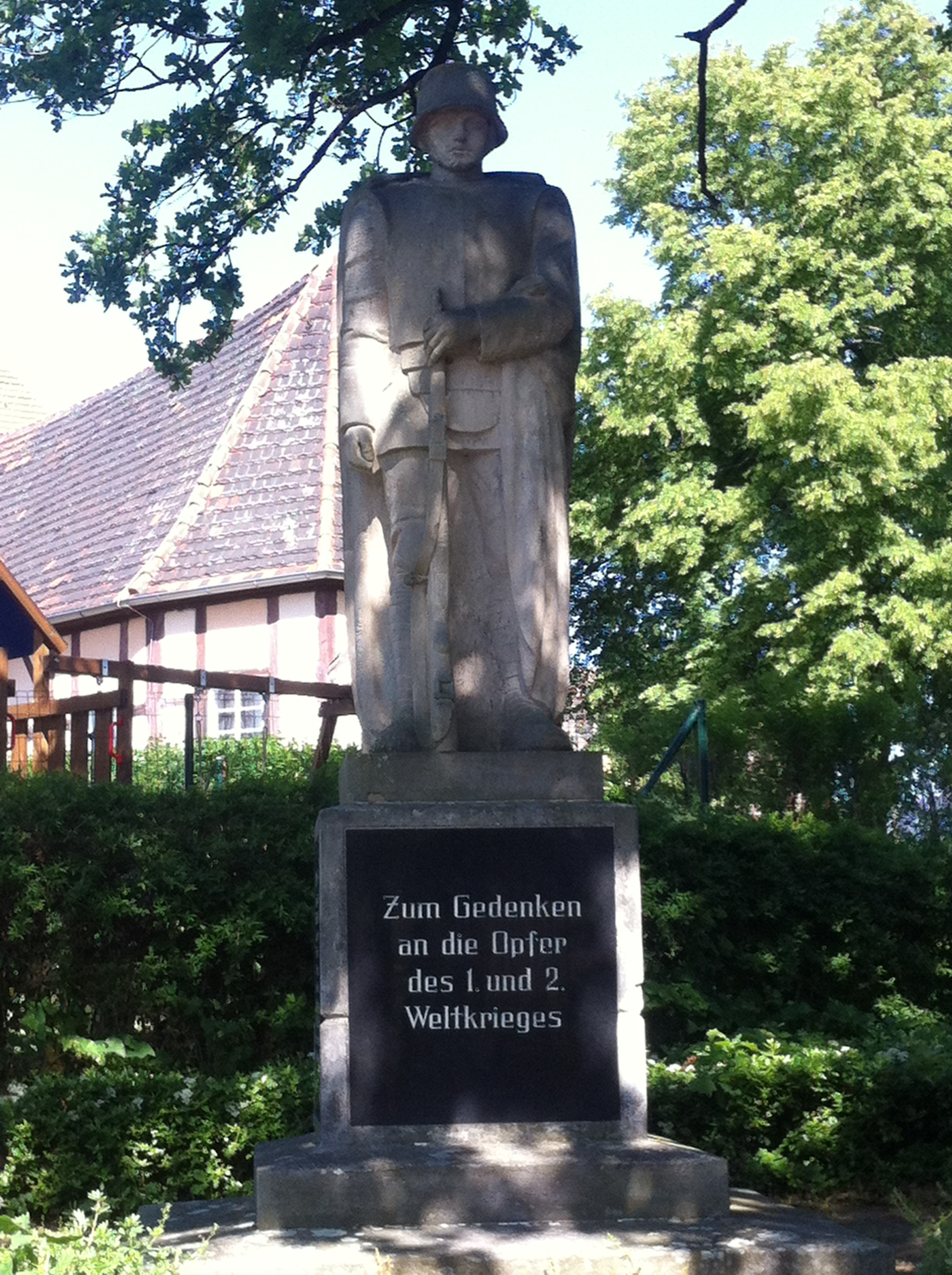
Kriegerdenkmal in Kleindröben

Kleindröben ist ein Ortsteil der Stadt Jessen (Elster) im Landkreis Wittenberg des Landes Sachsen-Anhalt.

## Lage und Erreichbarkeit
Kleindröben liegt ca. 12 km südwestlich der Stadt Jessen und ist über die L 114 mit ihr verbunden.

## Geschichte
Vermutlich von slawischen Siedlern gegründet, wurde Kleindröben erstmals 1378 unter dem Namen Drouene in Urkunden erwähnt. Im Laufe der Jahrhunderte wurden mehrere Schreibweisen des Ortes notiert, beispielsweise Dröffen, Drafen, Drobin, Droben, Troben, Tröben, Dröben.
Als Teil des kursächsischen Amtes Pretzsch war die Siedlung als Klein Treben bekannt. Auf der Schreiberschen Ämterkarte von 1752 wird sie als Dorf ohne Kirche kartiert. Andere Quellen, u. a. die EKMD, datieren eine Einweihung der Dorfkirche Kleindröben auf das Ende des 17. Jahrhunderts.
Wann genau sich die heutige Schreibweise Kleindröben etabliert hat, ist nicht überliefert.